# Alp-Adria

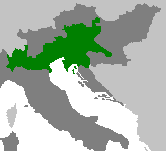

Alp-Adria är en arbetsgrupp och samarbetsorganisation som omfattar representanter från flera delstater, provinser och länder i centrala Europa. Samarbetet grundlades den 20 november 1978 i Venedig. Grundarna var följande länder, provinser och delstater: Bayern, Friuli-Venezia Giulia, Kärnten, Kroatien, Oberösterreich, Salzburg, Slovenien, Steiermark och Veneto. Delad historia och gemensamma erfarenheter ligger till grund för samarbetet som behandlar frågor som miljö, transporter, kultur, ekonomi, jordbruk, skogsbruk, hälsa och hygien. Organisation arbetar för att vara en brobyggare mellan folken i Alp-Adria-regionen som idag omfattar 26 miljoner invånare och spänner över ett område som är 190.423 km² stort. Alp-Adria har idag 13 medlemmar som utgörs av provinser och delstater från Österrike, Ungern och Italien samt staterna Slovenien och Kroatien. Följande provinser, delstater och länder är medlemmar:
- Oberösterreich
- Steiermark
- Burgenland
- Kärnten
- Slovenien
- Kroatien
- Veneto
- Friuli-Venezia Giulia
- Lombardiet
- Vas
- Zala
- Somogy
- Baranya